# フォルテ・ガルテン
フォルテ・ガルデンは、ヘッセン州 ダルムシュタット市（ドイツ）にある私立の公共庭園である。マチルデンホーエのアールヌーヴォ―エリアにある多神教のパーマカルチャー庭園で、ジョン・ウィルクス、ヤコポ・フォギニ、ジェローム・アベル・セギュン、ヘソン・ヒョンなどの世界的に有名な彫刻家によってヴィクトル・シャウベルガーの「浮揚力」の発見が芸術的に描写されている。庭園はダルムシュタットのヘンリー・ノールドの私有地であるが、一般に公開されている。

## 概要
「フォルテ」という言葉は、渦または渦を巻く動きを表しており、庭園の所有者としてはらせん形、スパイラルの形を意図しており、ひいてはDNA、二重らせん、および生命のビルディングブロックなどの概念を連想させるものとなっている。 

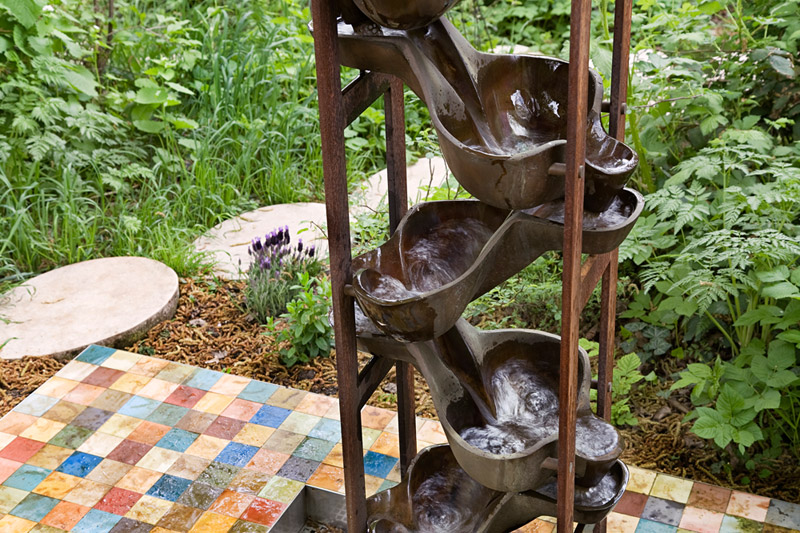
銅-ダルムシュタットのフォルテ・ガルデンのフローフォーム

## 歴史的/文化的背景
ディーフェンバッハ家のために建築家であるジャン・フバート・ピナンドによって1921年に建てられた「ハウス・フーベルトゥス」とともに、フォルテ・ガルデンは、生命改革運動へのオマージュである新しい形態の「聖なる地形」の基礎であり、共産主義と資本主義の両方に代わるものとして考えられていた。

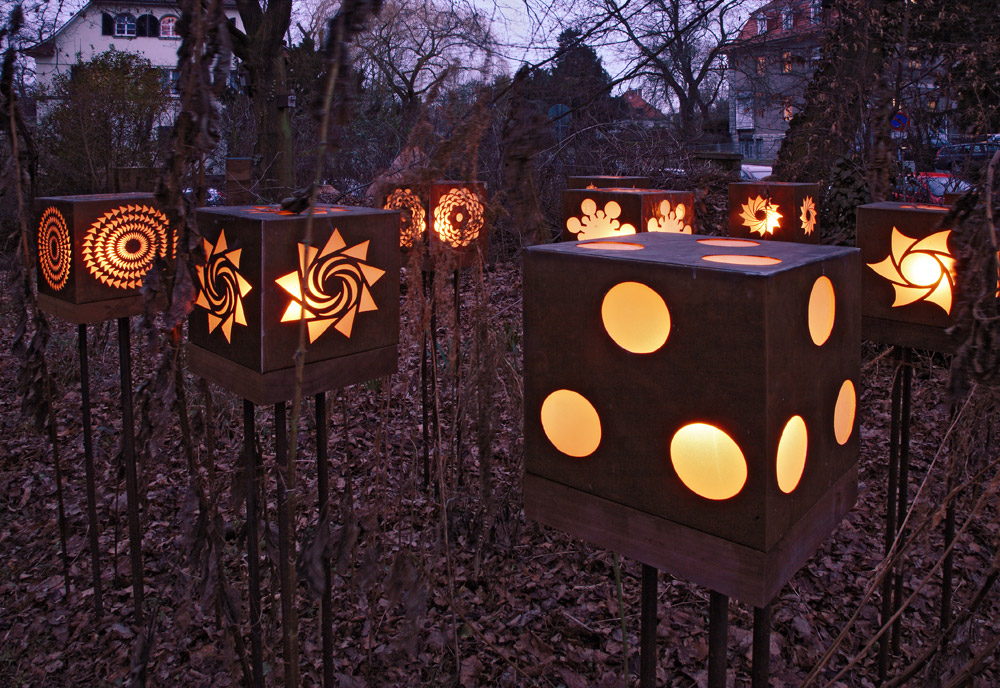
ミステリーサークル-象形文字

ドイツ、およびスイスの芸術家によるマティルデンヘーエ、ヴォルプスヴェーデ、アムデン、モンテヴェリタにおけるコロニーのカリスマ的効果は、ボヘミアンと自由思想的な創造性を育み、他のユートピア的プロジェクトの出現とヨーロッパにおける新しい思想のバックグラウンドへと繋がった。その背後には、楽園の喪失に苦しみ、より新しいものを発見したいと考えるアナキスト、ヌーディスト、フェミニスト、ダダイスト、平和主義者、フリーメーソン、神学者そして自己探求者の夢が詰まっていた。このような人々により訴えかけたのが、ユートピアの精神と、昔ながらの人生の過程や習慣から遠く離れた自身の神話の創造を通した自己の新しい定義であった。フォルテ・ガルデンは、この目に見えないエネルギーが落ち着き、集約された欲求の場所を映し出している。 

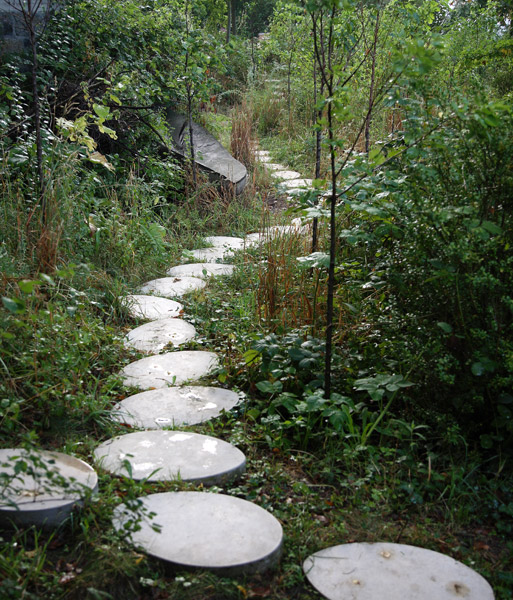
卵型のジオメトリ

## 幾何学と数霊術
フォルテ・ガルデンにおけるもう一つのテーマは、神聖幾何学とそこから派生した毎年イングランドで穀物の収穫時期にたまに現れる直径70メートルのミステリーサークルに見られるようなフィボナッチ数列や黄金分割のような宇宙的な数値関係である。イングランドに現れるミステリーサークルより小さなものが、繊細な職人技により立体的にモザイクとタイル張りの象形文字の形でダルムシュタット市のPrinz-Christians-Weg 13にて保存されている。ミステリーサークルの非常に複雑な模様は、段階的に理解可能な幾何学的デザインとして描かれており、サイドエントランスの階段には、彫刻された銅貨の列が48個の異なるミステリーサークルの象形文字として短い間隔で並んで立っており、秩序立った上品な印象を与えている。ドームデザインに輝くガラス製のプリズムを持つミステリーサークルモザイクのインスピレーションはワイマールにある五芒星が描かれたゲーテのサマーハウスの写真から得られたものである。

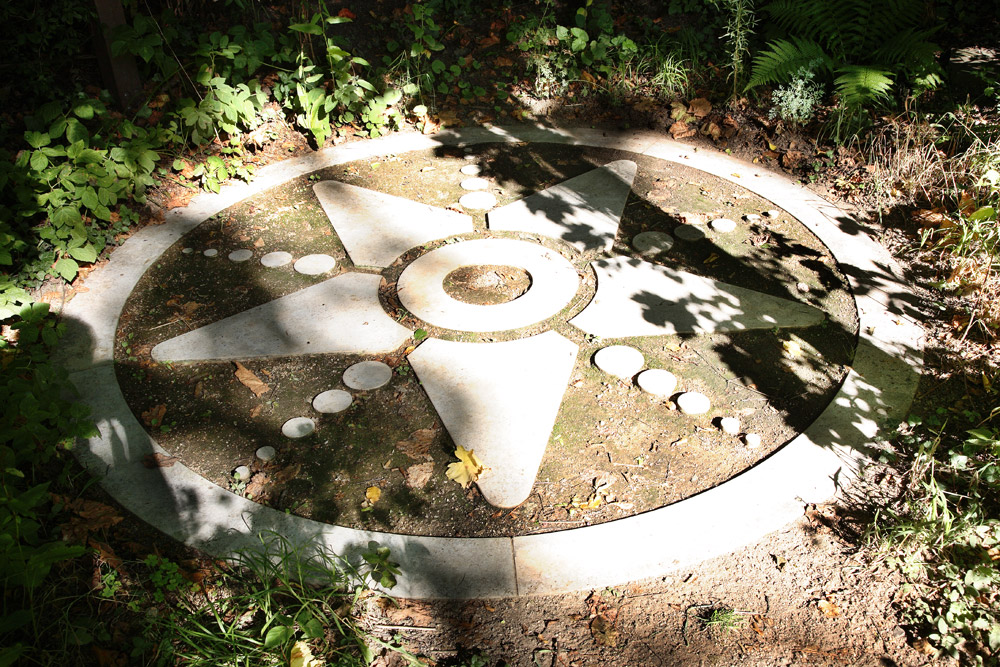
ミステリーサークル-象形文字

家の周りに設置された108個にもなる卵形の歩道石は、月を思い起こさせるようなものとなっており、原子量108の銀貴金属を映し出し、月の半径である1080マイルを彷彿とさせている。

## バイオニクスとパーマカルチャー
ジョン・ウィルクスによって有機的に形成されたカスケーディングプールでは、水は流域の幅に応じて様々なリズムで流れる細かいパターンを作りだしている。このトリックが仕掛けられた噴水には3つのタンクを通って雨水が供給されており、フローフォームにより動きは活発になり、この水は庭園の灌漑に使用されている。

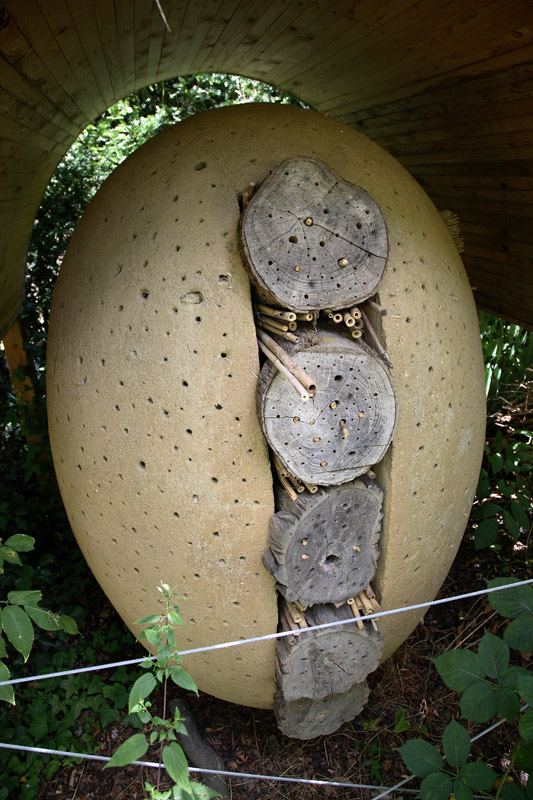
クレイ-ウードン-虫のホテル

フォルテ・ガルデンにおける庭園の土壌と植物の維持管理は、パーマカルチャーアプローチの原則に基づいている。ヘルマン・ベンジェスの提言によると、この庭園では、比較的多数の枯れ木や材木の山が微生物の繁殖地となっている。

## 卵型の要素と庭園レイアウト
ヤコポ・フォッギニによって作られた丸い木製の通路とマゼンタ色の鍾乳石彫刻で彩られたクレーターのように卵型で掘られた池は、体操運動の為に地面に掘られ、地球の動きを伴った古代北欧風の運動「じょうご」を真似ている。ベル型のらせん状に渦巻く水流を伴う3本足の銅製じょうごは、ビオトープに活力をもたらしている。
昆虫が住む場所を作る為に、数千の穴が開いた短い丸太が数多く2階寝室の大きなコウモリの巣箱の間にある棚の上に置かれている（虫のホテル参照）。他にも表面に穴があけられた高さ約2メートルもある天蓋付きの粘土の卵は、孤独な蜂のための家、および他の昆虫のための営巣地とされ、複数のみつばち用の巣箱も庭園に設置されている。

## 爆破代わりの内破
オーストリアの自然が完全に残る地域で自然観察に費やした30年以上にわたる発見から、ヴィクトル・シャウベルガーは、機械、タービン、エンジン用の代替燃料エネルギーの生産、または発熱用に、基礎的な生活および移動過程、原則を実行しようとしたとされる。フォルテ・ガルデンを訪れる訪問者は、このような内破敵な力を体験し、生命力が出現し、成長し、発展する方法で共感することができるとしている。
「フォルテ」という名前は、異なる流れの形をした水の特徴と、らせん形やレムニスケート（8の字型）形の水の動きを持つじょうごから派生している。

## ウィキリンク
- en:Darmstadt Artists' Colony
- en:Insect hotel

## ドイツ語でのみ利用可能な外部リンク
- Gartenkunst: Der geheime Garten des Henry Nold. Aus Ethikkooperation.de
- Video, ARD (broadcaster), 27.05.2014, Deutsche Gärten: Verwilderter Stadtgarten